# Ноны

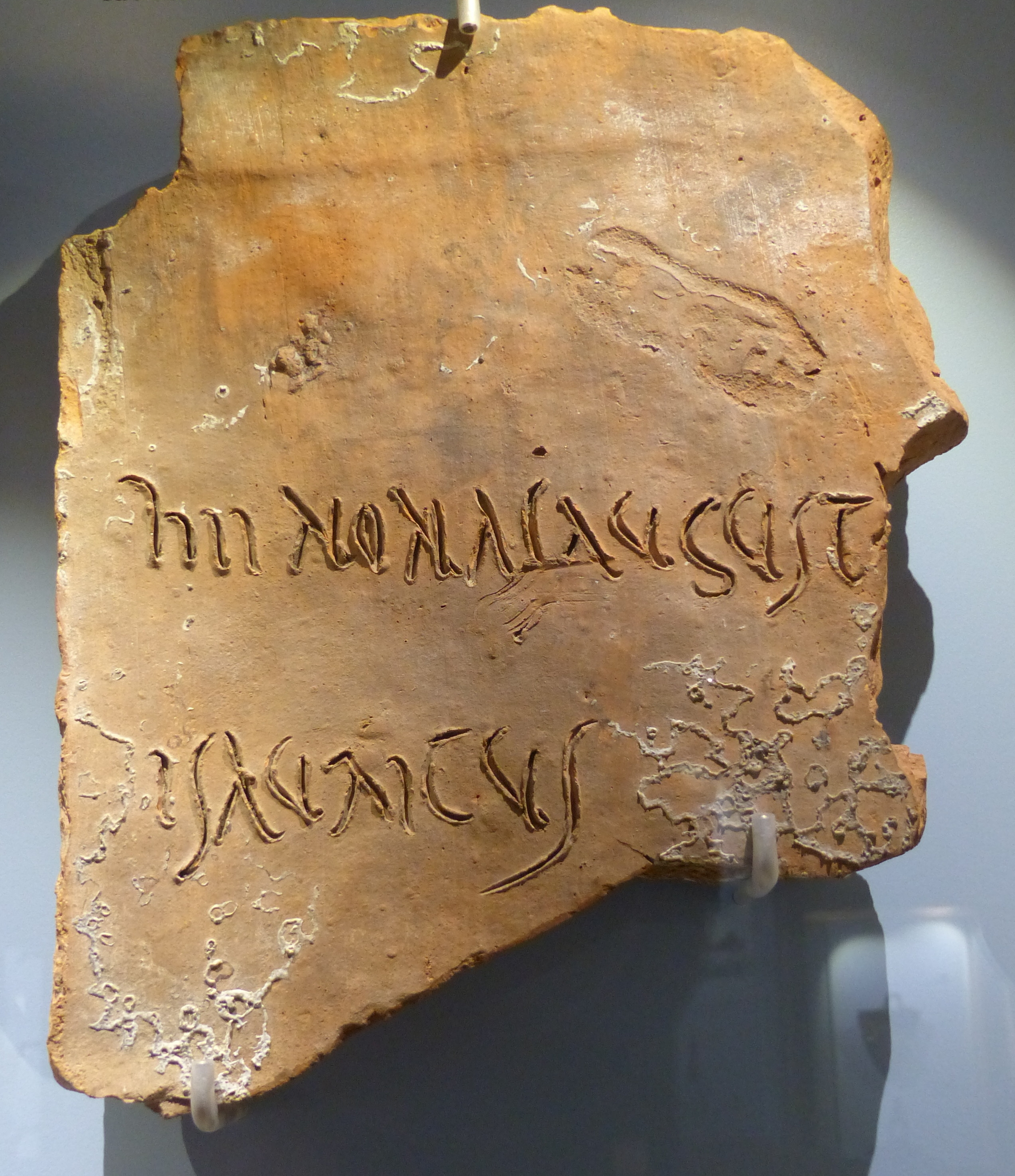
Кирпич (III век) из древнеримского военного лагеря с датой производства IIII NONAS AVGVSTA(s) (2 августа) ISAVRICVS (Энс, Верхняя Австрия. Museum Lauriacum)

Но́ны (лат. Nonae, от nonus — девятый, то есть девятый день до ид) — определённый день, от которого происходил отсчёт внутри месяцев по древнеримскому календарю.

## В Древнем Риме
В древнеримском календаре нонами назывались 7-й день марта, мая, июля, октября и 5-й день остальных месяцев. Ноны следовали за календами, а после них шли иды, тем самым дни нон служили для счёта дней внутри месяца. Так как месяцы у римлян не имели порядковой нумерации дней, то опорными для счёта дней считались три главных дня: календы, ноны и иды. Помимо этого, отсчёт дней шёл в обратном порядке (2 января — это четвёртый день до январских нон; 2 марта — шестой день до мартовских нон). В такой подсчёт включался как обозначаемый день, так и день, с которого начинался отсчёт. Дни нон примерно совпадали с первой четвертью фазы Луны. Понтифики Древнего Рима каждый месяц в день нон делали объявления для населения о том, какие именно праздники будут в этот день отмечаться. Конкретно в февральские ноны ими провозглашалось также о дополнительных днях, которые могли быть вставлены в месяцы.

## В средневековых странах
При реформировании римского календаря (46 год до н. э.) диктатор Юлий Цезарь оставил прежний подсчёт дней от календ, нон и ид. В первые века нашей эры в Восточной Римской империи этот подсчёт ещё применялся, пока в течение V—VII веков в Византии не был сменён на другой. В средневековой Руси этот подсчёт был известен. Имеется ряд источников, где упоминается отсчёт по календам. Также существовало специальное переводное руководство на древнерусском языке для понимания римского календарного отсчёта под названием «Великого книжника Антиохийского Возглашение о календах, нонах и идах». В этом сочинении подробно идёт объяснение о календах, нонах и идах, а также приводится календарь на год.
В западных странах в течение средневековья древнеримский календарь ещё использовался, в том числе, в Прибалтике до XVI века. В одной договорной грамоте о мире между Новгородом и Норвегией под 1326 годом датировка проставлена с использованием нонской системы подсчёта: «за три дня до июньских нон».